# مزرعة ملا حبيب (كويرات)
مزرعة ملا حبیب (بالفارسية: مزرعه ملاحبیب) هي منطقة سكنية تقع في إيران في أصفهان. يقدر عدد سكانها بـ 15 نسمة .